# ملعب الجيش
ملعب الجيش هو ملعب يستخدم لمباريات كرة القدم لنادي الجيش العراقي يقع في بغداد في العراق ويتسع ل6000 متفرج.